# توني بيرنال
توني بيرنال (بالإسبانية: Antonio Bernal Iniesta)‏ هو لاعب كرة قدم إسباني في مركز حراسة المرمى، ولد في 12 ديسمبر 1977 في شنقنيرة الخضراء في إسبانيا. لعب مع سيوداد دي مورسيا ونادي أودينيزي.